# Adrián Marín
Adrián Marín Gómez (Torre-Pacheco, 9 de janeiro de 1997) é um futebolista profissional espanhol que atua como lateral-esquerdo. Atualmente joga pelo Orlando City.

## Carreira
Adrián Marín Gómez começou a carreira no Villarreal CF.